# 馮銓 (解元)
馮銓，浙江承宣佈政使司湖州府人。明朝解元、政治人物。

## 生平
明神宗萬曆四十三年（1615年），中式乙卯科浙江鄉試第一名舉人（解元）。

## 軼事
《見聞錄》載，馮銓赴京會試時，有老人仰慕，託付二女。然而馮銓下第後，竟將二女賣身為娼。二女投水而死。當晚，在湖州家中妻子夢見二女披頭散髮，索馮銓命。馮銓返家聽聞，渾身戰慄墜樓，講出其負心之事，隨即氣絕。